# Сафра
Сафра (ісп. Zafra) — муніципалітет в Іспанії, у складі автономної спільноти Естремадура, у провінції Бадахос. Населення — 16 433 особи (2010).
Муніципалітет розташований на відстані близько 320 км на південний захід від Мадрида, 70 км на південний схід від Бадахоса.
На території муніципалітету розташовані такі населені пункти: (дані про населення за 2010 рік)
- Буен-Сусесо: 30 осіб
- Кабраіга: 18 осіб
- Уерта-Плата: 30 осіб
- Паломар-Навас: 19 осіб
- Сафра: 16336 осіб

## Демографія
Динаміка населення (INE ):

## Галерея зображень

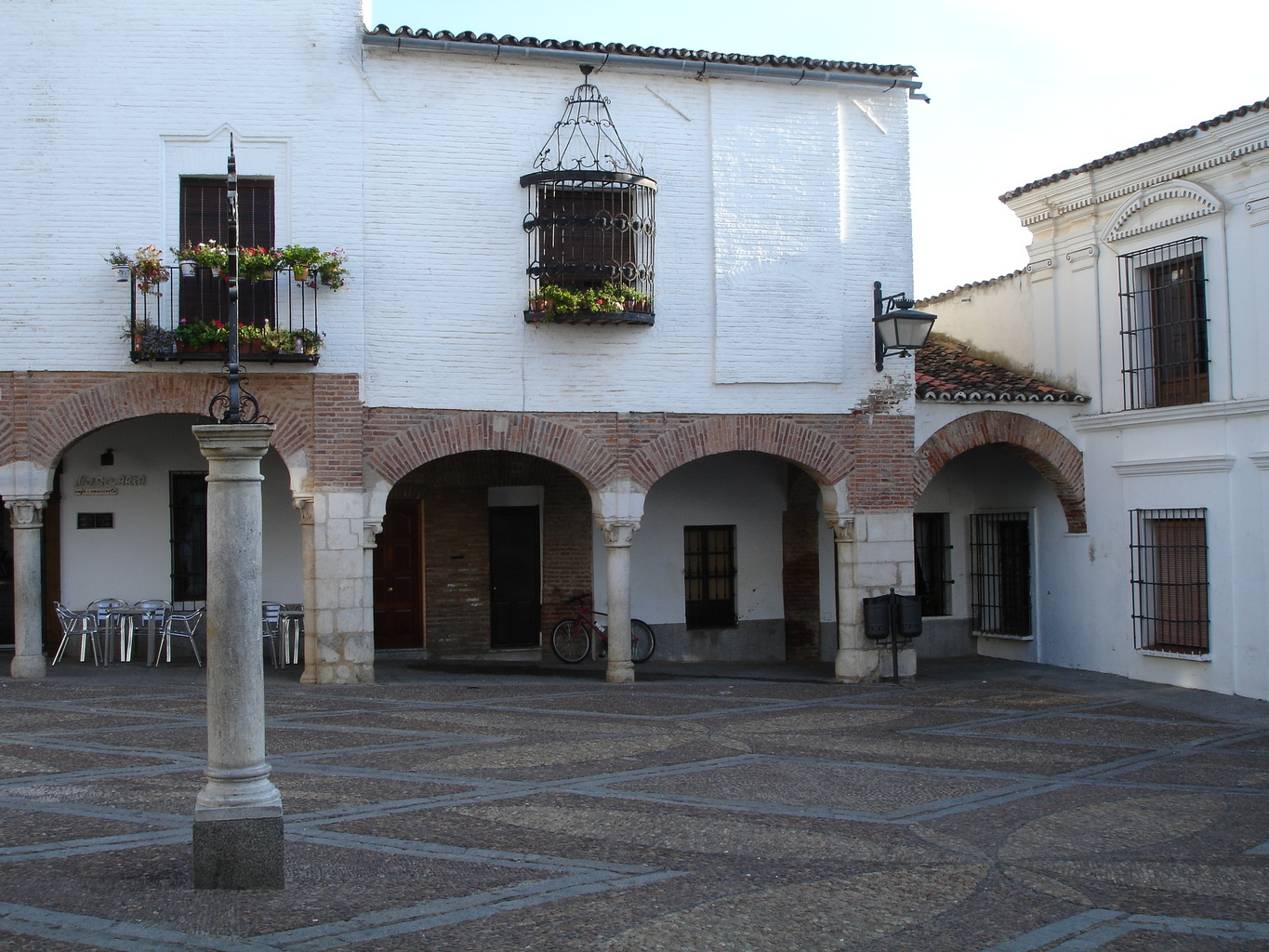
Сафра